# وزارت دفاع روسیه
وزارت دفاع فدراسیون روسیه (به روسی: Министерство обороны Российской Федерации, Минобороны России) (به‌طور غیررسمی به اختصار МО، МО РФ) نهاد اداره کننده نیروهای مسلح روسیه است.
رئیس‌جمهور روسیه فرمانده کل نیروهای مسلح فدراسیون روسیه است و فعالیت وزارت را هدایت می‌کند. وزیر دفاع روزانه اختیارهای اداری و عملیاتی خود را بر نیروهای مسلح اعمال می‌کند. ستاد کل دستورالعمل‌ها و فرامین رئیس‌جمهور و وزیر دفاع را اجرا می‌کند.
ساختمان اصلی این وزارتخانه که در دهه ۱۹۴۰ ساخته شده‌است، در میدان آرباتسکا، جنب خیابان آربات واقع شده‌است. ساختمان‌های دیگر این وزارت‌خانه در سطح شهر مسکو واقع شده‌است. عالی‌ترین مقام مسئول مدیریت و نظارت وزارت نیروهای مسلح، مرکز مدیریت دفاع ملی واقع در Frunze Naberezhnaya و مسئول مرکزیت فرماندهی نیروهای مسلح است.

## فهرست وزرای دفاع

استاندارد وزیر دفاع فدراسیون روسیه.

مارشال هوایی یوگنی شاپوشنیکوف آخرین وزیر دفاع اتحاد جماهیر شوروی بود. ژنرال سرهنگ کنستانتین کوبتس رئیس‌جمهور آن زمان بوریس یلتسین رئیس جمهوری سوسیالیستی فدراسیون اتحاد جماهیر شوروی روسیه را در جریان کودتای اوت ۱۹۹۱ حمایت کرد. از ۱۹ اوت تا ۹ سپتامبر ۱۹۹۱ کنستانتین کوبتس وزیر دفاع RSFSR بود، هرچند وزیری وجود نداشت. این پست پس از آن لغو شد.

اولین وزیر دفاع فدراسیون روسیه بوریس یلتسین بود که با حکم اواسط مارس ۱۹۹۲ خود را به این سمت منصوب کرد.
| # | Picture           | Name                                 | Military rank                                                      | Took office   | Left office    | Time in office  | Defence branch          | President served under                     |
| --- | ----------------- | ------------------------------------ | ------------------------------------------------------------------ | ------------- | -------------- | --------------- | ----------------------- | ------------------------------------------ |
| ۱ | کنستانتین کوبتس   | کنستانتین کوبتس (۲۰۱۲–۱۹۳۹)          | Colonel General جنرال ارتش                                         | ۲۰ اوت ۱۹۹۱   | ۹ سپتامبر ۱۹۹۱ | ۲۰ روز          | نیروی زمینی روسیه       | بوریس یلتسین                               |
| Between 9 September 1991 and 7 May 1992 the Russian Federation de jure did not have its own Minister of Defence. During this period its armed forces were under control of Minister of Defence of the Soviet Union Yevgeny Shaposhnikov. بوریس یلتسین بوریس یلتسین |                   |                                      |                                                                    |               |                |                 |                         |                                            |
| – | بوریس یلتسین      | بوریس یلتسین (۲۰۰۷–۱۹۳۱) سرپرست      | No military rank                                                   | ۱۶ مارس ۱۹۹۲  | ۱۸ مه ۱۹۹۲     | ۶۳ روز          | فاقد درجه               | خودش                                       |
| ۲ | پاول گراچف        | پاول گراچف (۲۰۱۲–۱۹۴۸)               | General of the Army                                                | ۱۸ مه ۱۹۹۲    | ۱۸ ژوئن ۱۹۹۶   | ۴ سال، ۳۱ روز   | نیروی زمینی روسیه       | بوریس یلتسین                               |
| – | میخاییل کولسنیکوف | میخاییل کولسنیکوف (۲۰۰۷–۱۹۳۹) سرپرست | جنرال ارتش                                                         | ۱۸ ژوئن ۱۹۹۶  | ۱۷ ژوئیه ۱۹۹۶  | ۲۹ روز          | نیروی زمینی روسیه       | بوریس یلتسین                               |
| ۳ | ایگور رودیونوف    | ایگور رودیونوف (۲۰۱۴–۱۹۳۶)           | Colonel General General of the Army General of the Army in reserve | ۱۷ ژوئیه ۱۹۹۶ | ۲۲ مه ۱۹۹۷     | ۳۰۹ روز         | نیروی زمینی روسیه       | بوریس یلتسین                               |
| ۴ | ایگور سرگیف       | ایگور سرگیف (۲۰۰۶–۱۹۳۸)              | Marshal of the Russian Federation                                  | ۲۲ مه ۱۹۹۷    | ۲۸ مارس ۲۰۰۱   | ۳ سال، ۳۱۰ روز  | نیروی زمینی روسیه       | بوریس یلتسین ولادیمیر پوتین                |
| ۵ | سرگی ایوانوف      | سرگی ایوانوف (زادهٔ ۱۹۵۳)             | سرویس امنیت فدرال روسیه Colonel General in reserve                 | ۲۸ مارس ۲۰۰۱  | ۱۵ فوریه ۲۰۰۷  | ۵ سال، ۳۲۴ روز  | سرویس امنیت فدرال روسیه | ولادیمیر پوتین                             |
| ۶ | آناتولی سردیوکوف  | آناتولی سردیوکوف (زادهٔ ۱۹۶۲)         | Colonel in reserve                                                 | ۱۵ فوریه ۲۰۰۷ | ۶ نوامبر ۲۰۱۲  | ۵ سال، ۲۶۵ روز  | نیروی زمینی روسیه       | ولادیمیر پوتین دمیتری مدودف ولادیمیر پوتین |
| ۷ | سرگئی شویگو       | سرگئی شویگو (زادهٔ ۱۹۵۵)              | جنرال ارتش                                                         | ۶ نوامبر ۲۰۱۲ | متصدی          | ۱۲ سال، ۲۸۲ روز | نیروی زمینی روسیه       | ولادیمیر پوتین                             |